# Zaprti sistem
Zapŕti sistém v termodinamiki se imenuje termodinamski sistem, ki ne izmenjuje snovi z okolico, lahko pa izmenjuje toploto. Zgled zaprtega sistema je topla greda.